# Шёнинг, Герхард
Герхард Шёнинг (норв. Gerhard Schøning; 2 мая 1722, Лофотенские острова — 18 июля 1780, Копенгаген) — норвежско-датский историк, просветитель, педагог. Доктор философии (с 1748).
Считается первым профессиональным норвежским историком и одним из пионеров норвежского национального самосознания и национального романтизма.

## Биография
Родился на Лофотенских островах в семье купца-датчанина. Учился в Тронхеймской кафедральной школе при Нидаросском соборе, где изучал латинский, греческий, иврит, норвежский и теологию.
С 1744 — кандидат богословия, с 1751 — ректор упомянутой кафедральной школы.
С 1765 — профессор истории и риторики Рыцарской академии в Соре, с 1774 — юстиц-советник, с 1775 — тайный архивариус Королевских архивов в Копенгагене.
В 1767 был одним из основателей Королевского норвежского исторического общества в Тронхейме, объединявшего видных представителей интеллигенции всей страны, в том числе Йохан Гуннерус, известный ботаник, естествоиспытатель.
В 1773—1775 получил королевскую стипендию для поездки в Норвегию, где провел исследования образа жизни и древних традиций норвежцев. Результатом поездки стала уникальная коллекция текстов и рисунков, которая была использована им для написания своих исторических трудов. Записки о его путешествиях опубликованы в трех томах в 1910—1926.
После его смерти, согласно воле Г. Шёнинга собранная им библиотека около 11 000 томов была передана в «Det Norske Kongelige Videnskabers Selskab» в Тронхейме.

## Научно-просветительская деятельность
Герхард Шёнинг — автор ряда исторических трудов, главные из которых — «История Норвежского государства» («Norges riiges historie», v. 1-3, Kbh., 1771—1781, изложение доведено до 966 года). В 1770-е годы Герхард Шёнинг в своей незавершенной «Истории Норвежского государства» нарисовал яркую картину Норвегии эпохи викингов. Уже в самом заглавии книги содержался призыв к борьбе. Не случайно труд Шейниса вызвал раздражение датских властей.
В своих работах отразился подъем национальных чувств норвежского народа, стремился показать великое прошлое Норвегии, её древнюю культуру.

## Избранные труды
- Forsøg til de nordiske landes, særdeles Norges, gamle Geografi, 1751
- Forbedringer til den gamle danske og norske Historie, 1757
- Om de norskes og en Del andre nordiske Folks Oprindelse, 1769
- Om de gamle Grækeres og Romeres Kundskab om de nordiske Lande
- Norges Riiges Historie , 1771
- Reise som giennem en Deel af Norge i de Aar 1773, 1774, 1775 paa Hans Majestets Kongens Bekostning